# 橋頭 (臺南市)
橋頭，是臺灣臺南市新市區的一個傳統地域名稱，位於該區中部偏西。相較於今日行政區，其範圍大致包括社內里東北部及西北端、豐華里南部近邊界地帶東半段、大洲里東部凹入部分的南北兩側地帶。

## 歷史
台灣日治初期，橋頭地區為一（舊制）街庄，稱為「橋頭庄」，隸屬於新化里西堡。該庄北與看西庄、道爺庄為鄰，東北與三舍庄為鄰，東南與為新店庄為鄰，南邊為社內庄，西邊為大洲庄。
1901年（日治明治三十四年）11月，全台設置二十廳，該庄隸屬於臺南廳。1903年（明治三十六年）6月，該庄編入「新市區」，隸屬於臺南廳。1909年（明治四十二年）10月，合併二十廳為十二廳，新市區仍隸屬於臺南廳。1920年（大正九年），廢十二廳改設五州二廳，該庄改制為「橋頭」大字，隸屬於臺南州新化郡新市庄（新制街庄）。
戰後新市庄改制為新市鄉，隸屬於臺南縣，大字亦改制為村。1950年雲、嘉、南分治，新市鄉仍隸屬於臺南縣。2010年12月25日，因臺南縣市合併為直轄市臺南市，新市鄉改制為新市區，村亦改制為里。

## 聚落
本地區發展較早的聚落有頂橋頭（今橋頭）、橋頭（已消失）、宅仔內（已消失）、尾內仔（已消失）、過港等，在日治期初期的官方地圖上已有記載。

## 交通

### 鐵路
台灣高速鐵路以高架方式經過本地區東部，臨近地區未設站。本地區該路線北段以西地帶現已劃入南部科學園區。

### 公路
區道南134線（民生路）是南安至新市的道路。
區道南135線（大洲產業道路）是看西至新市的道路。

## 公務機關
- 臺南市政府消防局第四大隊新市消防分隊

## 產業
- 南部科學園區：本地區北部東側凸出部分（民生路以北的西北大半部）劃入該園區範圍內。